# S.M.A.R.T.
S.M.A.R.T. (Self-Monitoring, Analysis and Reporting Technology; често се пише као SMART) је мониторски систем рачунарских тврдих дискова (HDDs) и SSD (SSDs) који препознаје и приказује обавештења о различитим показатељима поузданости дискова, са намером да омогући предвиђање хардверских кварова.
Када S.M.A.R.T. подаци указују на могући квар диска, програм се активира на систему домаћина и обавештава корисника да се подаци могу копирати на други уређај за складиштење, чиме се спречава губитак података, па се диск може заменити.

## Позадина
Кварови на тврдом диску спадају у једну од две основне класе:
- Предвидиви кварови, који произилазе из спорих радњи узрокованих механичким хабањем и постепеном деградацијом складишних површина. СМАРТ може одредити када такви проблеми могу постати све чешћи.
- Непредвидиви кварови, који се дешавају без упозорења и варирају од неисправних електронских компоненти до наглог механичког квара (који могу бити повезани са неисправним руковањем дискова, удараца, пада...)

Механички кварови представљају 60% кварова на дисковима. Иако могући квар може вити катастрофалан, већина механичких кварова је резултат постепеног хабања праћене знаковима да је отказивање неизбежно. Њих могу показати висока температура, бука при раду (клактање и зујање), проблеми при читању и писању података, или повећање броја оштећених области дискова.